# SMS Scharnhorst
Pour les articles homonymes, voir Scharnhorst.
Le SMS Scharnhorst est un croiseur cuirassé de la Marine impériale allemande. Il est baptisé en l'honneur du général prussien ayant réformé l'armée allemande. 

Le Scharnhorst est le premier des deux croiseurs de la classe qui porte son nom, suivi par le SMS Gneisenau. Ils représentent la dernière classe de croiseurs cuirassés de la marine du Kaiser, car par la suite la marine impériale allemande suivra la Royal Navy sur la voie du croiseur de bataille.

## Description

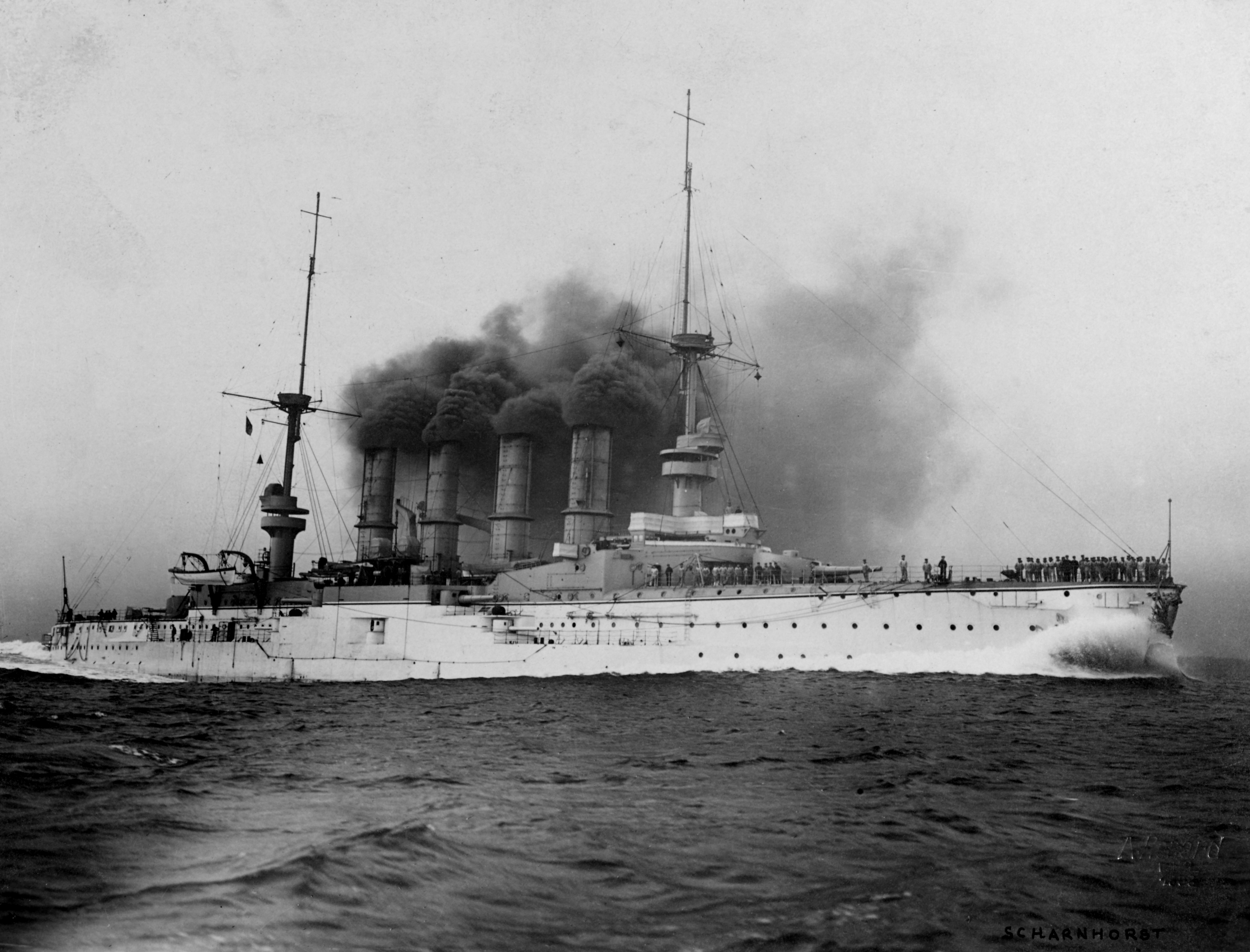
Le SMS Scharnhorst, 1907

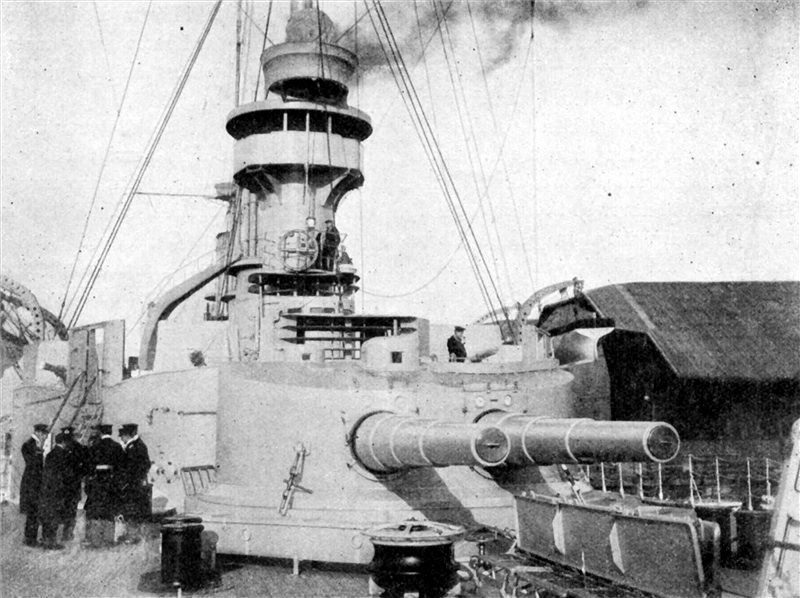
Canons de 210 mm d'une tourelle du Scharnhorst

Ces puissants croiseurs, qui formaient une version agrandie de la classe Roon, étaient armés de huit canons de 210 mm, répartis en deux tourelles doubles, une avant et une arrière et quatre autres en quatre casemates à chaque coin du réduit cuirassé central. L'armement secondaire était constitué par six pièces de 150 mm, elles aussi en casemates, pas moins de dix huit pièces de 88 mm étaient embarqués en affûts simples pour lutter contre les torpilleurs et quatre tubes lance-torpilles sous-marins de 450 mm, tirant par le travers, complétaient l'arsenal. La propulsion comprenait trois machines à vapeur à triple expansion, entraînant chacune son arbre et son hélice. Les chaudières étaient mixtes au charbon et au mazout et évacuaient leur fumées par quatre cheminées droites situées entre les deux mâts.

## Historique

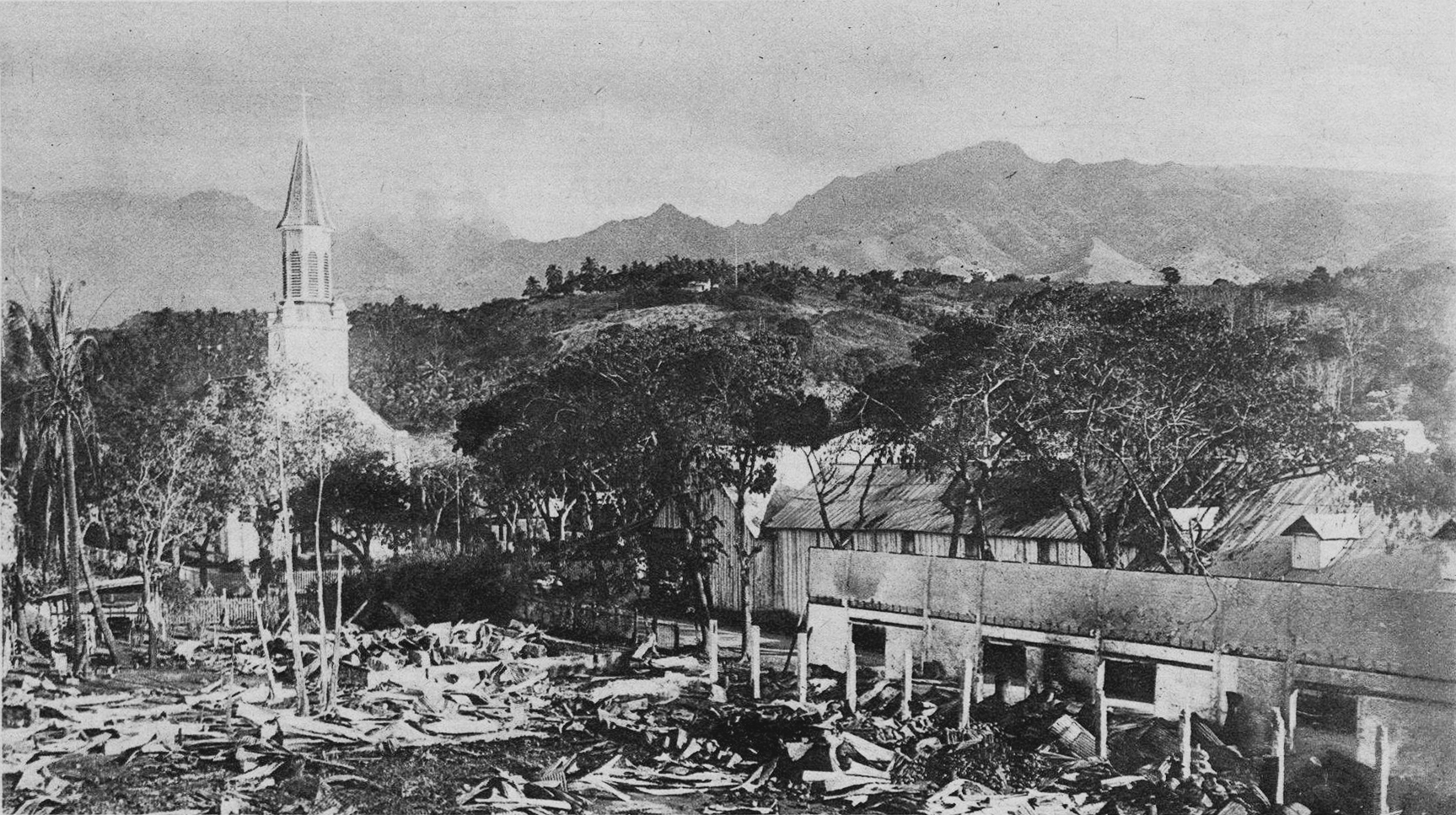
Dégâts sur la ville de Papeete.

Dès sa mise en service il fut affecté à l'Escadre d'Extrême-Orient en compagnie de son sister-ship, où le Scharnhorst fut le navire amiral de l'amiral Maximilian von Spee. Après la déclaration de guerre, ils furent le cœur de cette unité, pendant la course à travers l'océan Pacifique, jusqu'à l'anéantissement de cette escadre à la bataille des Falklands, en passant par la victoire de Coronel.
Le groupe de combat en se dirigeant sur le Chili fait escale aux îles Marquises, sur l'île de Nuku Hiva ( les deux navires se cachent dans la baie du Controleur) où il s'approvisionne en vivres fraiches, puis passe par le port de Papeete à la recherche de charbon pour son ravitaillement. Il est reçu le 22 septembre 1914 à coups de canons, et bombarde la ville et le port. Deux navires sont sabordés à l'entrée de la rade, dont la canonnière La Zélée, et le cargo allemand Walküre, précédemment capturé. Le groupe naval ne peut se ravitailler et continue son chemin.
Le Scharnhorst était commandé par le capitaine Schultz. Le 8 décembre 1914, à 16 h 17, écrasé par les obus de 305 mm des croiseurs de bataille HMS Invincible et HMS Inflexible, entraînant dans la mort tout son équipage et l'amiral von Spee qui y était embarqué. Le Gneisenau sombra à 17 h 50 le même jour, il y eut cependant 190 survivants recueillis par les navires britanniques, mais son commandant, le capitaine Maerker, par contre y trouva la mort.

## L'épave
Une expédition de recherche des navires de l'escadre de l'amiral Spee, menée par l'archéologue marin Mensun Bound (en) a débuté en 2014, mais sans succès. L'archéologue est revenu pour une autre tentative en 2019 avec le navire  océanographique Seabed Constructor. L'organisme caritatif, gestionnaire du Musée des îles Malouines, a annoncé que Bound avait localisé le 4 décembre 2019 l'épave du Scharnhorst. 
L'épave repose par 52° 29′ 58″ S, 56° 09′ 59″ O, à une profondeur de 1 610 mètres (5 282 pieds), à environ 181 km au sud-est des Îles Malouines. La majeure partie de la superstructure a été détruite ou repose autour de l'épave, mais la majeure partie de la coque est toujours intacte,.